# Alfred von Domaszewski

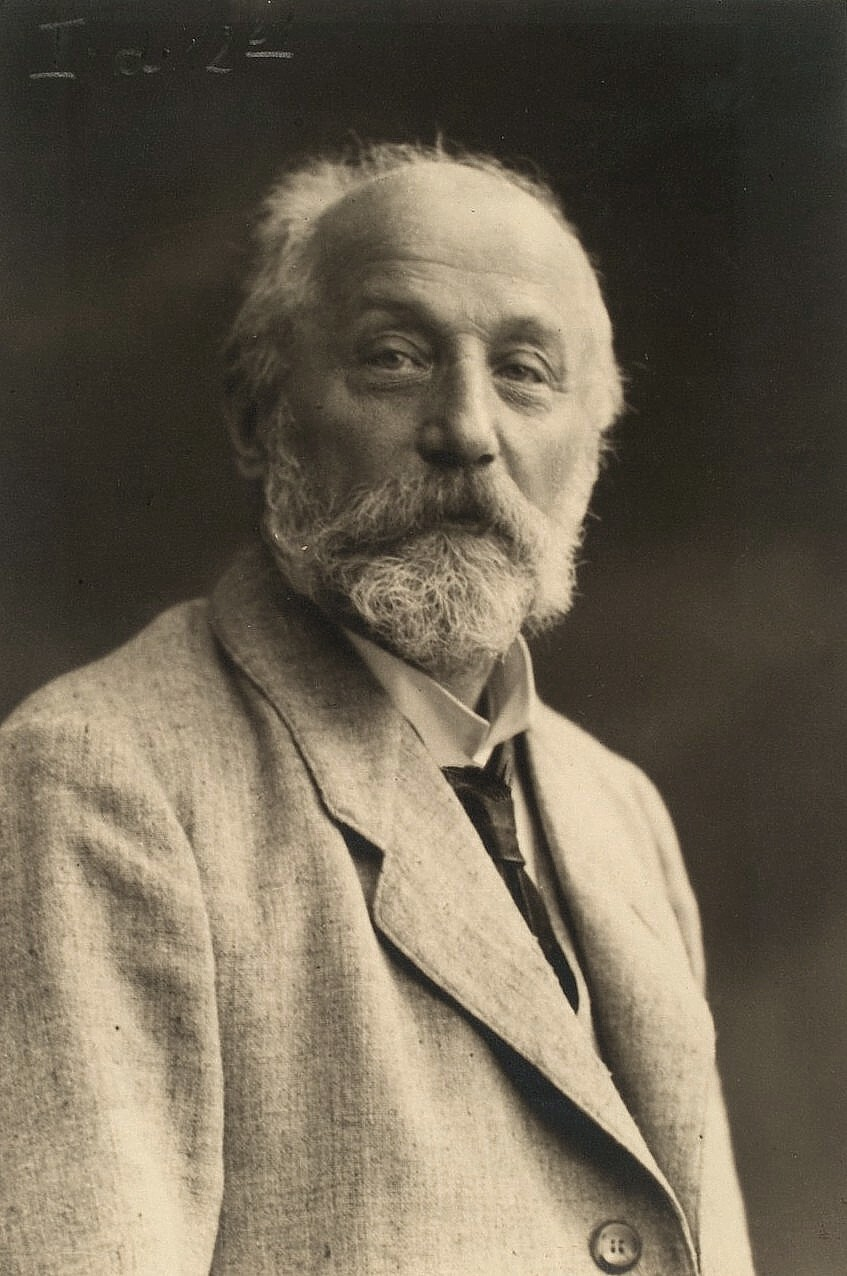
Alfred von Domaszewski

Alfred von Domaszewski (Temesvár, 30 oktober 1856 - München, 25 maart 1927) was een Hongaars-Oostenrijks oudhistoricus.
Hij studeerde in Wenen af als doctor in de filologie. In 1880 werd hij leraar aan het gymnasium te Wenen. Vanaf 1886 werkte hij als privaatdocent. In 1882 verbleef hij in opdracht van de Berliner Akademie der Wissenschaften en met de steun van het Oostenrijks ministerie van onderwijs samen met Karl Humann in Klein-Azië (onder andere in Smyrna, het huidige İzmir). Daar werkte hij ook mee aan de reconstructie van het Monumentum Ancyranum. In 1884 werd hij aangesteld als Kustosadjunkt van de Antikensammlung des Kunsthistorischen Museums Wien. In 1887 werd hij buitengewoon hoogleraar in de oude geschiedenis aan de universiteit van Heidelberg, waar hij in 1890 gewoon hoogleraar werd. Hij was intussen lid van de Akademie der Wissenschaften in Wenen geworden. Samen met Rudolf-Ernst Brünnow zou hij de eerste grondige studie van delen van de Romeinse Limes Arabicus en Petra (met plattegrond!) uitvoeren.

## Beknopte bibliografie
- A. von Domaszewski, Die Fahnen im römischen Heere, in Abhandlungen des Archäologisch-Epigraphischen Seminars der Universität Wien 5 (1885), pp. 1-80 (= in A. von Domaszewski, Aufsätze zur römischen Heeresgeschichte, Darmstadt, 1972, pp. 1-80.). — Een van de twee "grote" werken over Romeinse vaandels.
- A. von Domaszewski, Die Tierbilder der Signa, in Archäologisch-epigraphische Mitteilungen 15 (1892), pp. 182-193 (= in A. von Domaszewski, Abhandlungen zur römischen Religion, Leipzig - Berlijn, 1909, pp. 1-13.).
- A. von Domaszewski, Zu den Tierbildern der Signa, in Archäologisch-epigraphische Mitteilungen 17 (1894), p. 34 (= in A. von Domaszewski, Abhandlungen zur römischen Religion, Leipzig - Berlijn, 1909, pp. 14[1]-15[2].).
- A. von Domaszewski, Die Religion des römischen Heeres, Trier, 1895.
- A. von Domaszewski, Der Panzerschmuck der Augustusstatue von Primaporta, in Strena Helbigiana sexagenario obtulerunt amici A.D. 4 non. Febr. 1898, Leipzig, 1899, pp. 51-53 (= in A. von Domaszewski, Abhandlungen zur römischen Religion, Leipzig - Berlijn, 1909, pp. 53-57[3].).
- A. von Domaszewski, Das Tribunal der Signa, in Festschrift für Eugen Bormann = Wiener Studien 24 (1902), pp. 356-358 (= in A. von Domaszewski, Abhandlungen zur römischen Religion, Leipzig - Berlijn, 1909, pp. 86-89[4].).
- A. von Domaszewski, Die Familie des Augustus auf der Ara Pacis, in Jahrshefte des österreichischen archäologischen Institutes 6 (1903), pp. 57-66 (= in A. von Domaszewski, Abhandlungen zur römischen Religion, Leipzig - Berlijn, 1909, pp. 90-103.).
- A. von Domaszewski, Geschichte der Römischen Kaiser,2 dln., Leipzig, 1909.
- A. von Domaszewski, Die Rangordnung des römischen Heeres, Keulen, 19672. (1ste editie: Bonn, 1908[5])
- R. Brünnow en A. von Domeszewski, Die Provincia Arabia, 3 Vol. Straatsburg, 1904-9.